# Overstroming in Centraal-China 1931
De overstroming in Centraal-China in 1931 is een van de dodelijkste natuurrampen die ooit is gedocumenteerd, alsmede de dodelijkste natuurramp van de 20e eeuw en in de geschiedenis van China. De ramp bestond uit een reeks van overstromingen van de Gele Rivier, de Jangtsekiang (Blauwe Rivier) en de Huai, die plaatsvonden in de periode van juli tot november 1931. Behalve door verdrinking stierven ook veel mensen door ziektes. Het totale dodental wordt geschat tussen de 145 duizend en 4 miljoen.

## Verloop

### Aanleiding
Voorafgaand aan de overstromingen werd Centraal-China in de periode 1928-1930 geteisterd door grote droogte. Het abnormale weer dat de overstromingen in gang zette werd eind 1930 reeds merkbaar, toen grote sneeuwbuien in de winter voor extra veel smeltwater zorgden in het erop volgende voorjaar. Het voorjaar ging tevens gepaard met hevige regenval, die tot in juli en augustus aanhield. Tevens werd Centraal-China in juli 1931 door 7 cyclonen getroffen.
De regenval deed drie rivieren overstromen:

### De Gele Rivier
De Gele Rivier wordt ook wel gezien als de bron van de Chinese beschaving. Overstromingen van deze rivier hebben vaak ernstige gevolgen voor de landbouw en economie.
De overstroming van de Gele Rivier vond plaats tussen juli en november 1931, 1 tot 2 miljoen mensen kwamen hierbij om. In totaal kwam 87.000 vierkante kilometer land onder water te staan door de overstroming.

### Jangtsekiang en Huai
De Jangtsekiang en Huai overstroomden van juli tot augustus 1931. In juli alleen maakten vier weerstations langs de Jangtsekiang melding van hevige regenval: 0,61 meter. 145.000 mensen vonden de dood bij deze overstroming en 28,5 miljoen mensen werden op een andere manier door de ramp getroffen.
De overstromingen van beide rivieren bereikte onder andere Nanking, destijds de hoofdstad van China. Het hoogste waterpeil werd op 19 augustus bereikt in Hankou. Daar stond het water 16 meter hoger dan normaal voor de tijd van het jaar.

### Gevolgen
Door de overstromingen braken ziektes als cholera en tyfus uit. Bewoners uit het getroffen gebied maakten onder andere melding van infanticide en kannibalisme. Ook werden vrouwen en dochters na de ramp verkocht.

## Reacties
Na de overstromingen richtte de Chinese overheid meerdere commissies op om de problemen van de overstromingen in kaart te brengen en stappen te ondernemen om toekomstige overstromingen te voorkomen. Door de Tweede Chinees-Japanse Oorlog en de Chinese Burgeroorlog ontbrak het de overheid echter aan de middelen om adequaat in te grijpen. Er werden enkel een aantal kleine dammen gebouwd langs de Jangtsekiang.
In 1953 maakte Mao Zedong het plan voor de Drieklovendam bekend; deze zou overstromingen moeten verminderen. De bouw liep echter vertraging op door onder andere het Rode schisma en de Grote Sprong Voorwaarts. In 2006 werd de dam voltooid.